# Парилска седловина
 Тази статия е за седловината в България.  За седловината в Антарктика вижте Парилска седловина (Антарктика).  
Парилската седловина е планинска седловина (проход) в Западна България, между планините Славянка (Алиботуш) на юг и Пирин на север в община Хаджидимово и община Сандански, област Благоевград.
Проходът е с дължина от 10,6 km, а надморската височина на седловината е 1174 m. Той свързва южната част на Гоцеделчевската котловина на изток с югоизточната част на Петричко-Санданската котловина на запад. Започва от западния край на село Парил, на 817 m н.в. и се насочва на югозапад, нагоре по долината на река Чоковица (десен приток на Буровица). След 4,6 km достига седловината на 1174 m н.в. и започва спускане на запад по долината на река Черешар (Голешовската река). След 7 km завършва в североизточния край на село Голешово, на 756 m н.в.
Седловината е къса, широка и дълбока с полегати оградни склонове. Има ерозионен произход. Геоложката ѝ основа е предимно от гранити. Почвите са кафяви горски. Обрасла е с букови гори. От нея на север, по билото на Южен Пирин започва туристическа пътека, която е маркирана с червена маркировка и е част от международния пешеходен туристически маршрут Е4. Южно от нея, в планината Славянка е разположен резерватът Алиботуш. На десетина минути източно от седловината се намира хижа „Славянка“, важен изходен пункт за редица туристически маршрути в околността.
През прохода и седловината преминава участък от 10,6 km от третокласния Републикански път III-1906 (от km 19 до km 30,6) Копривлен – Парил – Катунци. В участъка на прохода пътят е със силно разрушена трошено-каменна настилка и през него могат да преминават само автомобили с висока проходимост. През зимните месеци не се поддържа. По времето на Османската империя пътят е основна комуникационна артерия, но днес има само местно значение. 

## Топографска карта
- Лист от карта K-34-96. Мащаб: 1 : 100 000.